# Charles de Keyzer
Charles de Keyzer was een Belgisch hockeyer.

## Levensloop
Van Der Straeten was actief bij RRC Bruxelles.
Hij maakte deel uit van het Belgisch hockeyteam. Hij was reservespeler voor de nationale ploeg die deelnam aan de Olympische Zomerspelen van 1928.